# 薄叶鳞盖蕨
薄叶鳞盖蕨（学名：Microlepia tenera）为姬蕨科鳞盖蕨属下的一个种。

## 扩展阅读
維基物種上的相關：薄叶鳞盖蕨